# Ginnie Wade

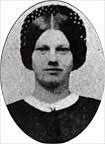
Ginnie Wade

Mary Virginia "Ginnie" (ou "Jennie") Wade (21 de maio de 1843 – 3 de julho de 1863) foi uma moradora de Gettysburg, Pensilvânia, durante a Batalha de Gettysburg na Guerra de Secessão. Aos 20 anos de idade foi a única vítima civil direta da batalha, quando foi morta por uma bala perdida em 3 de julho de 1863.
A casa na qual ela foi morta tornou-se uma popular atração turística e museu, chamado "Jennie Wade House."
Em 1882 o Senado dos Estados Unidos votou a favor de uma pensão para a mãe de Wade, alegando que sua filha havia sido morta por causa da União - cozinhando pão para os soldados.

## Monumento

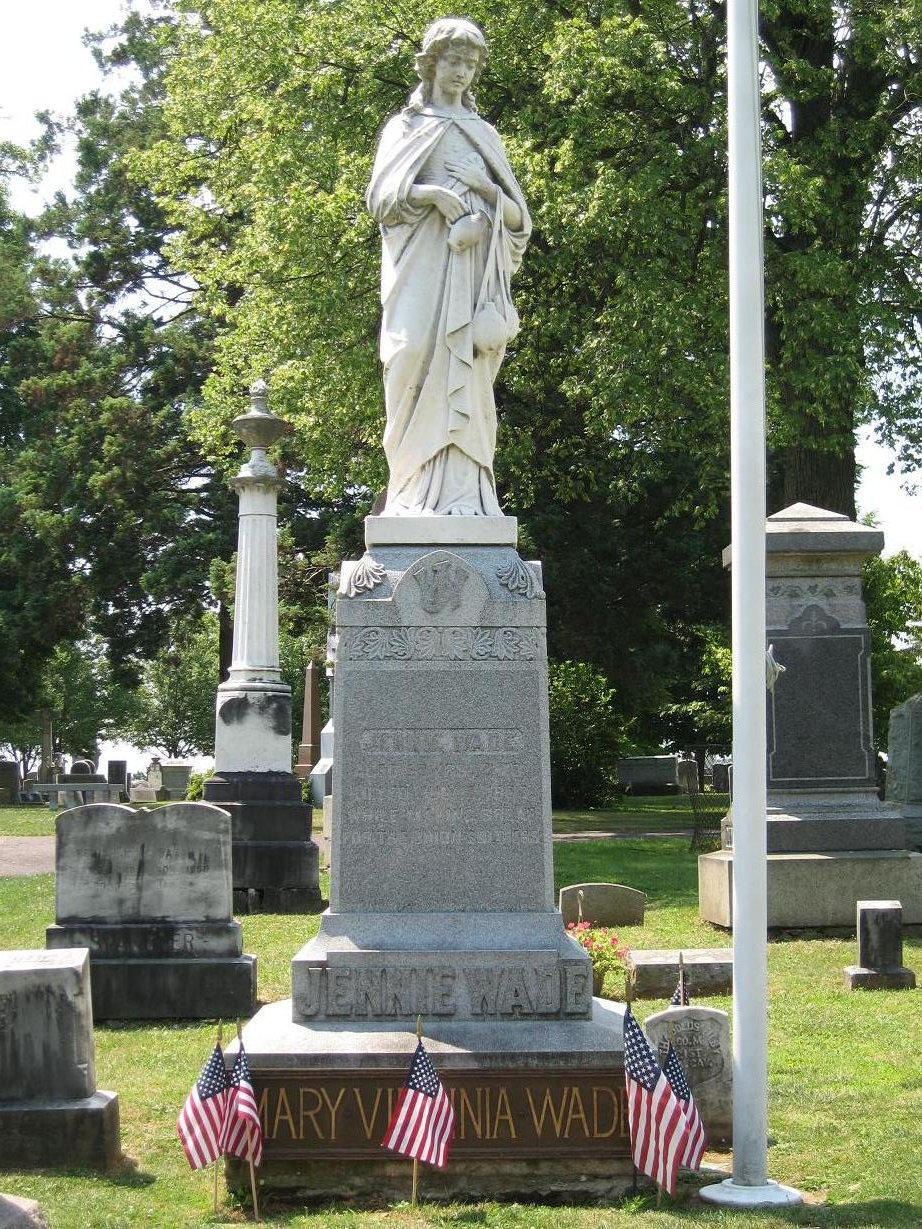
Monumento a Ginnie Wade

Em novembro de 1865 os restos mortais de Wade foram trasladados para o Evergreen Cemetery, Condado de Adams, Pensilvânia, perto de Jack Skelly. Um monumento para ela foi erguido em 1900, projetado por Anna M. Miller, residente em Gettysburg, incluindo uma Bandeira dos Estados Unidos pendente ao vento o tempo todo. (A Betsy Ross House, na Filadélfia, é o único outro local dedicado a uma mulher a compartilhar esta distinção da bandeira perpétua. Na sepultura do Evergreen Cemetery de John L. Burns também pende a bandeira perpétua.)